# Операция «Ночное цветение сакуры»
Операция «Ночное цветение сакуры» (яп. 夜桜作戦, Yozakura sakusen) — одна из концептуальных военных программ Японии конца Второй мировой войны, предназначенная для биологической атаки на западное побережье США. План разработки операции возглавлял генерал-лейтенант Сиро Исии, руководитель секретного отряда 731. Предполагалось доставить к берегам США заражённых чумой блох, которых подготовили в лабораториях отряда 731, с помощью специальных подводных лодок класса I-400. Операция позиционировалась как месть за массовые ночные бомбардировки американской авиацией японских городов, унёсшие сотни тысяч жизней мирных жителей. Окончательная версия плана была согласована весной 1945 года (в частности, 26 марта 1945 г.), однако он так и не был реализован.

## История возникновения и замысел
Идея атаки биологическим оружием укоренилась в опыте Японии во Второй мировой войне. Ещё в ходе войны с Китаем специалисты отряда 731 экспериментировали с «бомбами-блохами»: в конце 1930-х – начале 1940-х годов они сбрасывали на китайские города керамические контейнеры с заражёнными блохами, распространявшими чуму и другие инфекционные заболевания. По разным оценкам, такие акции могли унести жизни десятков тысяч человек, вплоть до полумиллиона жертв. Опыт этих жестоких экспериментов, проведённых над военнопленными и мирным населением в Маньчжурии, лег в основу планирования операции «Ночное цветение сакуры». Операцию разрабатывали в условиях усиливающегося давления союзников на Японию. К началу 1945 года японское руководство, терпя серьёзные поражения, стремилось найти «ударный ответ» на разгромные бомбардировки собственных городов. 

Помимо разработки биологического оружия, Япония в конце 1944 года предприняла попытку нанести удар по США с помощью так называемых фугасных воздушных шаров («фусэн-бакудан»). В рамках этой программы более 9 тысяч надутых шаров с зажигательными зарядами запускались в стратосферу над Тихим океаном в надежде достичь американского побережья. На практике лишь порядка 200 шаров долетели до западного побережья США, причинив небольшой ущерб и убив всего несколько человек. Этот опыт показал ограниченную эффективность «налётов наугад», что побудило к поиску более надёжных способов доставки оружия.

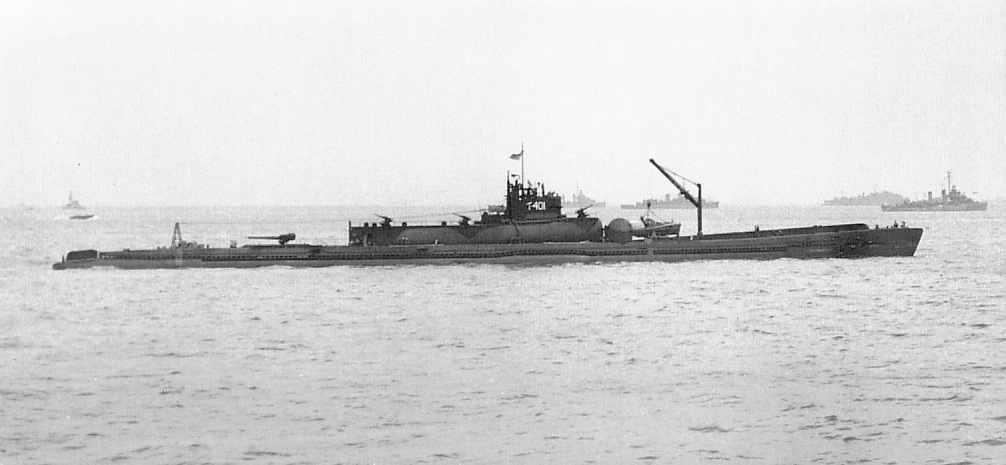
Подлодка I-400

Центральным звеном задуманной операции должны были стать новейшие многоцелевые субмарины типа I-400. Эти атомо- (позднее дизель-)электрические подводные лодки, которые только начали строить к концу войны, могли пройти большую дистанцию по Тихому океану. Каждая такая лодка вмещала на борту герметичный ангар и снабжена катапультой для старта трёх пикирующих гидросамолётов Aichi M6A1 Seiran. Предполагалось, что пять построенных субмарин I-400 выйдут из Японии и направятся через океан к берегам Калифорнии, где на рассвете они одновременно выпустят самолёты.

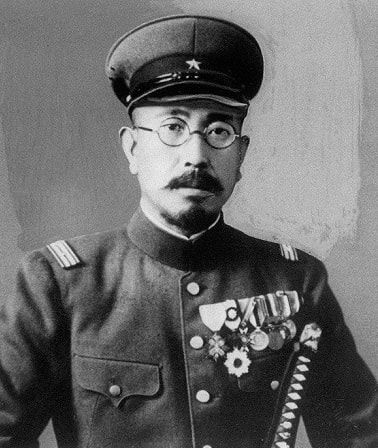
Сиро Исии

Каждая подлодка могла перевозить три гидросамолёта Aichi M6A1 Seiran. Эти пикирующие самолёты были специально спроектированы для запуска с подлодки и обладали достаточной дальностью полёта. После выхода на позицию самолёты должны были взлететь с поверхности воды, нести под крыльями особые боеприпасы – «хлопковые» или «керамические» бомбы, заполненные миллионами блох, заражённых чумой. При бомбардировке эти «флак-бомбы» (mukaku bakudan) разбивались о землю и выпускали поток заражённых блох. Согласно плану, первая цель атаки – район города Сан-Диего (на юге Калифорнии). За ней в последующие дни должны были последовать удары по Лос-Анджелесу и Сан-Франциско. Экипажи самолётов должны были при этом выполнять «камикадзе»-миссию: после сброса бомб гидросамолёты намеренно разбивались над городом, а члены экипажа на подлодках, по замыслу, погибли бы при атаке войск США или вернулись на базу в форме смертников. Таким образом, план предусматривал тотальную биологическую диверсию с невозвратной жертвой личного состава подразделения «отряда 731» и экипажей подлодок.

## Причины отмены

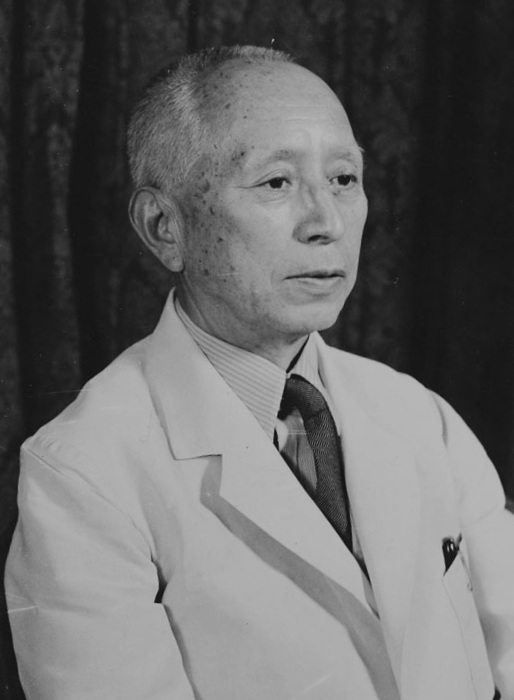
Ёсидзиро Умэдзу

Несмотря на окончательное утверждение, операция «Ночное цветение сакуры» так и не была реализована. К лету 1945 года японское военное руководство оценило, что выполнение плана сопряжено с чрезвычайно высокими рисками и потребует ресурсов, которых уже не было. Переброска биологического оружия через Тихий океан встретила бы мощное противодействие: к тому времени японские подлодки I-400 были в дефиците и уязвимы перед американскими эскортами и авиапатрулями. Главнокомандующий японской армией генерал Ёсидзиро Умэдзу заблокировал проект, отметив, что применение бактериологического оружия неизбежно приведёт к «конфронтации всего человечества с бактериями» и риску обернуться цинизмом мирового сообщества. Кроме того, фактически всей операции положила конец капитуляция Японии 15 августа 1945 года: к этому моменту идея нападения потеряла всякий смысл.
Перед окончательной сдачей Японии руководство приказало уничтожить всё секретное оборудование. В частности, 22 августа 1945 года экипажи подлодок I-400 получили команду уничтожить самолёты и торпеды. Как итог, лодки I-400 и I-401 выпустили все торпеды и катапультировали свои гидросамолёты с незакреплёнными крыльями, отправив их на дно океана. Таким образом, все разработанные планы, включая «Ночное цветение сакуры», остались нереализованными.